# 1372 Haremari
1372 Haremari eller 1935 QK är en asteroid i huvudbältet, som upptäcktes 31 augusti 1935 av den tyske astronomen Karl Wilhelm Reinmuth i Heidelberg. Den har fått sitt namn efter en kvinna vid Ruprecht-Karls-Universität Heidelberg.
Asteroiden har en diameter på ungefär 26 kilometer och den tillhör asteroidgruppen Watsonia.
Asteroiden kan vara en trojan till dvärgplaneten Ceres.